# Cijeungjing (Cijeungjing)
Cijeungjing is een bestuurslaag in het regentschap Ciamis van de provincie West-Java, Indonesië. Cijeungjing telt 3220 inwoners (volkstelling 2010).